# Encyclia oliveirana
Encyclia oliveirana är en orkidéart som beskrevs av Marcos Antonio Campacci. Encyclia oliveirana ingår i släktet Encyclia och familjen orkidéer. Inga underarter finns listade i Catalogue of Life.